# فرانسوا لانسنی فال
فرانسوا لانسنی فال (انگلیسی: François Lonseny Fall؛ زادهٔ ۲۱ آوریل ۱۹۴۹) دیپلمات، و سیاستمدار اهل گینه است. وی از ۲۳ فوریه ۲۰۰۴ تا ۳۰ آوریل ۲۰۰۴ نخست‌وزیر گینه بود.